# Santo Stefano degli Abissini
Santo Stefano degli Abissini ou Igreja de Santo Estêvão dos Abissínios é uma igreja localizada no Vaticano dedicada a Santo Estêvão e a igreja nacional em Roma da comunidade etíope ("absissínios"). A liturgia é celebrada de acordo com o rito alexandrino da Igreja Católica Etíope. É a mais antiga igreja do Vaticano.
A Festa de Santo Estêvão é celebrada ali em 26 de dezembro.

## História
Segundo a tradição, a igreja foi construída pelo papa São Leão I (r. 440–461) e dedicada como Santo Stefano Maggiore. Foi reconstruída em 1159 durante o pontificado do papa Alexandre III, que também construiu um mosteiro para os monges etíopes ao lado da igreja. Em 1479, o papa Sisto IV restaurou a igreja e a entregou aos monges coptas da cidade. Foi nesta época que o nome da igreja foi alterado para refletir o serviço já realizado aos etíopes (abissínios). Novas obras foram realizadas durante o pontificado de Clemente XI (r. 1700–1721) e, novamente, 1928.
A fachada é no estilo do início do século XVIII. A porta, do século XII, decorada com o "Cordeiro e a Cruz", foi preservada. 
A igreja tem uma nave com colunas antigas dos lados. A mais importante obra de arte é um afresco da "Madona com o Menino", em estilo romano do século XV.